# يفغيني باور
يفغيني باور (الروسية: Бауэр, Евгений Францевич) (و. 1865 – 1917 م) هو مخرج أفلام، وكاتب سيناريو من الإمبراطورية الروسية، ولد في موسكو، بدأ مشواره المهني سنة 1913، توفي في يالطا، عن عمر يناهز 52 عاماً، بسبب ذات الرئة.

## التعليم
تعلم في أكاديمية موسكو للرسم والنحت والعمارة.

## وصلات خارجية
- يفغيني باور على موقع IMDb (الإنجليزية)
- يفغيني باور على موقع ألو سيني (الفرنسية)
- يفغيني باور على موقع أول موفي (الإنجليزية)
- يفغيني باور على موقع قاعدة بيانات الفيلم (الإنجليزية)
- يفغيني باور على موقع كينوبويسك (الروسية)